# アーサー・デマレスト
アーサー・アンドルー・デマレスト（Arthur Andrew Demarest）は、アメリカ合衆国の考古学者、人類学者。グアテマラの古代マヤ遺跡の大規模発掘で知られる。

## 略歴
デマレストはルイジアナ州ニューオーリンズに生まれた。テュレーン大学を1974年に卒業し、成績優秀のためにメダルを授与された。ハーバード大学に進んでメソアメリカの人類学と考古学をゴードン・ウィリーのもとで研究し、1981年に博士の学位を取得した。
1983年からヴァンダービルト大学で教え、同大学の人類学教授兼メソアメリカ考古学研究所長をつとめている。
1988年から1995年まで、ヴァンダービルト大学によるグアテマラのペテン県ペテシュバトゥン地域の発掘を主導した。デマレストはペテシュバトゥンで大きな戦争のあった証拠を見出し、マヤ文明の崩壊の原因を、他の学者が考えるような人口圧や農業の失敗によるものではなく、戦争によるものと推測した。
1999年以降はカンクエンで大規模な発掘を行い、2000年に巨大な宮殿を、2005年に大量虐殺の跡を発見した。虐殺についてはナショナルジオグラフィックチャンネルの番組『Explorer』で「Last Days of the Maya」として放送された。
デマレストは考古学発掘にその場かぎりの地元ガイドを使うことに反対し、地元民がカンクエンへの観光客を船で運ぶようにするなど、発掘から継続的に経済的利益を受けることができるように努力している。
グアテマラの大学院生を指導した功績により、2000年にグアテマラのポップ勲章を授与され、グアテマラ・デル・バジェ大学から名誉博士号を贈られた。2004年にはグアテマラの国家文化遺産勲章(Orden Nacional del Patrimonio Cultural)を米国人として初めて授与された。

## エピソード
穴に落ちたところが巨大な宮殿だったり、銃で武装した略奪者から遺物を取りもどしたり、インディアナ・ジョーンズを思わせる武勇談にこと欠かず、またメディアでもデマレストは突出している。このことには批判もあるが、マヤ考古学に対する人々の興味をかきたてた点は認められている。

## 主な著書
- Viracocha: The Nature and Antiquity of the Andean High God. Peabody Museum of Archaeology and Ethnology. (1981). ISBN 0873659066
- Religion and Empire: The Dynamics of Aztec and Inca Expansionism. Cambridge University Press. (1984). ISBN 0521243572（Geoffrey Conrad と共著）
- Archaeology of Santa Leticia and the Rise of Maya Civilization. Tulane University. (1986). ISBN 0939238810
- Ceramics and Artifacts from Excavations in the Copan Residential Zone. Peabody Museum of Archaeology and Ethnology. (1997). ISBN 0873652061（共著）
- Ancient Maya: The Rise and Fall of a Rainforest Civilization and Region and Empire. Cambridge University Press. (2005). ISBN 0521592240
- The Petexbatun Regional Archaeological Project: A Multidisciplinary Study of the Maya Collapse. Vanderbilt University Press. (2006). ISBN 082651443X